# Oded Kattash
Oded Kattash (in ebraico עודד קטש‎?; Ramat Gan, 10 ottobre 1974) è un allenatore di pallacanestro ed ex cestista israeliano.

## Carriera
Con Israele ha disputato due edizioni dei Campionati europei (1997, 1999).

## Palmarès

### Giocatore

#### Squadra
- Campionato israeliano: 4

Maccabi Tel Aviv: 1995-96, 1996-97, 1997-98, 1998-99
- Campionato greco: 2

Panathinaikos: 1999-2000, 2000-01
- Coppa di Israele: 2

Maccabi Tel Aviv: 1997-98, 1998-99
- Coppa dei Campioni: 1

Panathinaikos: 1999-2000

### Individuale
- Ligat ha'Al MVP: 1

Maccabi Tel Aviv: 1997-98

### Allenatore

#### Squadra
- Campionato israeliano: 2

Hapoel Gilboa Galil Elyon: 2009-2010
Maccabi Tel Aviv: 2022-2023
- Campionato greco: 1

Panathīnaïkos: 2020-2021
- Coppa di Lega israeliana: 4

Maccabi Tel Aviv: 2007, 2022, 2024
Hapoel Gerusalemme: 2019
- Coppa di Israele: 3

Hapoel Gerusalemme: 2018-2019, 2019-2020
Maccabi Tel Aviv: 2025
- Coppa di Grecia: 1

Panathīnaïkos: 2020-2021

#### Individuale
- Miglior allenatore della Ligat ha'Al: 1

Hapoel Galil Elyon: 2006-07